# Netejča
Netejča (mađ. Nőtincs) je selo na sjevernom dijelu istočne polovine Mađarske. Uz granicu s Peštanskom županijom, sjeverno od hrvatskog prstena naselja. Netejčanski je hrvatski toponim zabilježio Živko Mandić u podunavskom selu Senandriji.

## Upravna organizacija
Upravno pripada rétsáškoj mikroregiji u Nogradskoj županiji. Poštanski je broj 2610.

## Stanovništvo
U Netejči je prema popisu 2001. živjelo 1212 stanovnika, većinom Mađara, te nešto Roma, Nijemaca i Slovaka te drugih.